# Zakutu
Zakutu (fl. 701 - 668 aC) és el nom en accadi de Naqi'a, esposa del rei Sennàquerib d'Assíria, que va regnar entre 705-681 aC. Malgrat no ser inicialment la reina, tingué un fill amb el rei Sennàquerib, Assarhaddon, que el succeí. Va governar com a reina després de la mort del seu fill i va ser àvia del seu successor, el rei Assurbanipal. Els escrits sobre Zakutu provenen principalment del regnat del seu fill Assarhaddon i evidencien una dona forta i intel·ligent que va passar de l'obscuritat a la grandesa.